# Gœrsdorf

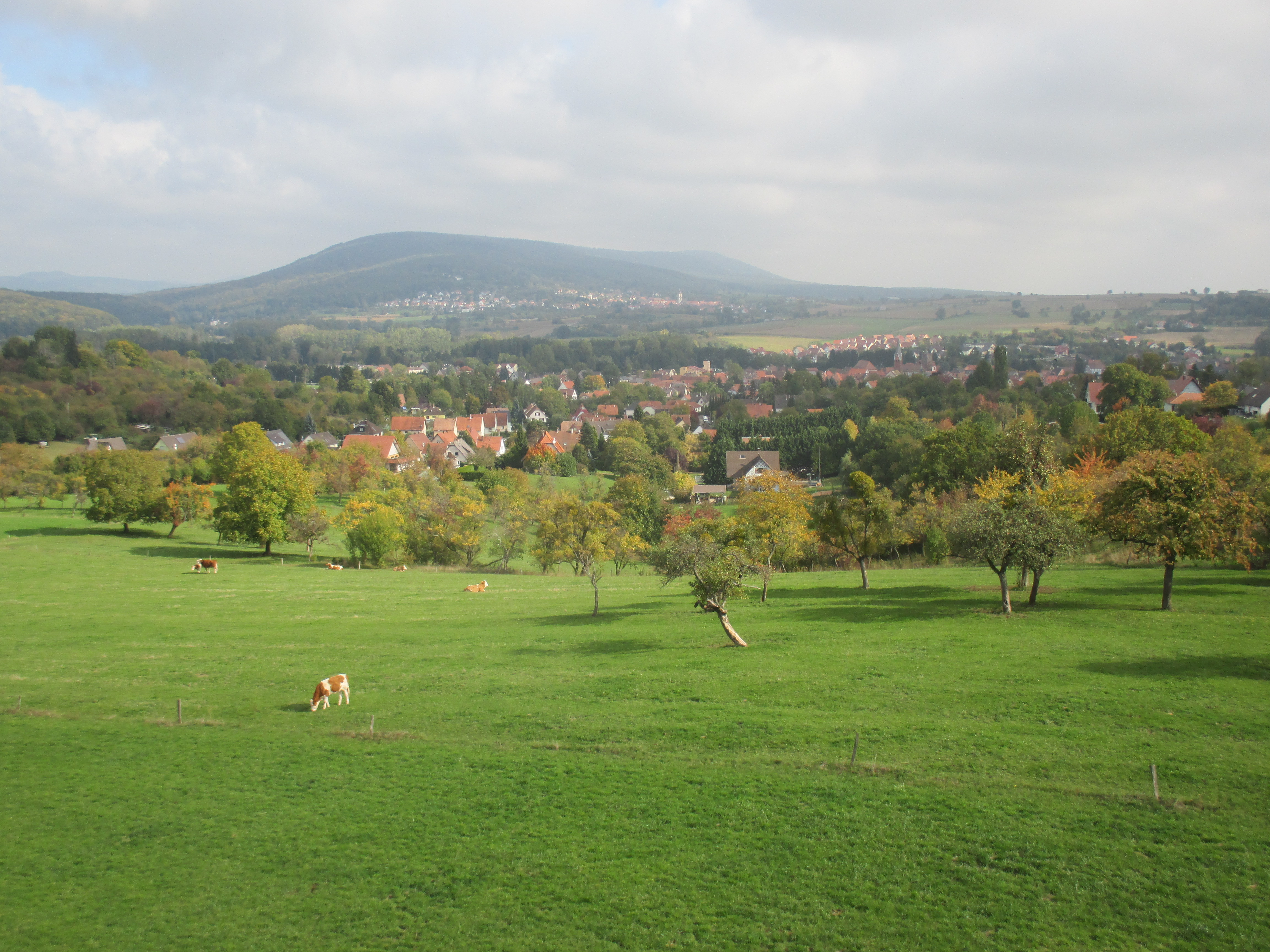
Im Mittelgrund: Woerth, hinten, auf dem Hang vor dem Wald: Gœrsdorf

Gœrsdorf (deutsch Görsdorf) ist eine französische Gemeinde mit 1054 Einwohnern (Stand 1. Januar 2021) im Département Bas-Rhin in der Region Grand Est (bis 2015 Elsass). Die heutige Gemeinde entstand am 1. Januar 1973 durch die Fusion mit dem Nachbardorf Mitschdorf. Die Gemeinde ist Mitglied des Gemeindeverbandes Communauté de communes Sauer-Pechelbronn und gehört seit März 2015 zum Kanton Reichshoffen.

## Geographie
Der Ort liegt im Gebiet der in Frankreich so genannten Nordvogesen an der Route départementale D 677 von Wœrth nach Preuschdorf. Die Gemarkung der Gemeinde umfasst 1314 ha und liegt zwischen 164 und 463 m über NN.
Nachbargemeinden sind Preuschdorf im Osten und Wœrth im Südwesten. Der Wald, der im Norden das Gemeindegebiet flankiert, heißt Forêt de Gœrsdorf. Ansonsten wird die Landschaft vom Ackerland dominiert. Ein Teil des Gemeindegebietes gehört zum Biosphärenreservat Pfälzerwald-Vosges du Nord.

## Geschichte

### Frühere Ortsnamen
In überlieferten Urkunden früherer Zeit wird der Ort mit wechselnden Ortsnamen erwähnt: villa Gerleihes, Gerlaigovilla, Gerlageswillare (Gerlage) und Gerlingsdorf. Laut Michel Paul Urban wurzelt der Name im galloromanischen Karliacum und bestand aus dem Paleo-Europäischen KAR (steinerner Unterschlupf) und dem angehängten villa, letzteres in karolingischer Zeit durch -dorf ersetzt. Somit bedeutete der Ortsname etwa durch Steine geschütztes Dorf.

### Mittelalter
Die Herren von Lichtenberg kauften Görsdorf 1314 (oder 1296 ?) von Lambrecht von Brunn zu drei Vierteln. Der Ort war ein Lehen des Bischofs von Straßburg. In der Herrschaft Lichtenberg war es dem Amt Wörth zugeordnet, das im 13. Jahrhundert entstanden war. Um 1330 kam es zu einer ersten, 1335 zu einer zweiten Landesteilung zwischen den drei Linien des Hauses Lichtenberg. Görsdorf fiel je zur Hälfte an Johann II. von Lichtenberg aus der älteren Linie des Hauses und Ludwig III. von Lichtenberg, der die jüngere Linie des Hauses begründete.
1348 erwarben die Lichtenberger, gegen erhebliche Zahlungen, von Kaiser Karl IV. die Stadtrechte für den Ort, und zwar das von Hagenau. Görsdorf bildete gleichzeitig eine eigene Büttelei. Eine „Büttelei“ war die Untergliederung eines Amtes. Die Stadt war zugleich der Hauptort eines gleichnamigen Gerichtsbezirks, der auch die Dörfer Mitschdorf, Lampertsloch, Lobsann, Oberkutzenhausen, Merkweiler, Preuschdorf und die Höfe Weylenbach und Diefenbach einschloss. Das Gericht tagte montags alle zwei Wochen. Ein Markt fand einmal wöchentlich statt.
Bereits spätestens 1335 war eine Mauer mit vorgelagertem Graben um den Ort errichtet worden, mit zwei Toren: dem unteren Tor im Südwesten in Richtung Woerth und dem Oberen Tor, nahe der Kirche, im Osten zur Straße nach Sulz unterm Wald (Soultz-sous-Forêts). Hinzu kamen mehreren kleine Pforten zur Sauer hin. Innerhalb der Mauern befanden sich eine kleine Burg nebst Zehntscheune im Südwesten (1329 erstmals erwähnt, bereits 1603 nur noch als Burgstal bezeichnet), im Norden die Kirche inmitten des Kirchhofs und die Schule, und im Westen ein Gerichtsgebäude. Teile der Stadtmauer sind noch erhalten, besonders im Süden und Osten; die beiden Tore wurden im 19. Jahrhundert abgerissen (das untere im Jahre 1810). Der ehemalige Wassergraben ist nur noch teilweise erhalten.
Als 1480 mit Jakob von Lichtenberg das letzte männliche Mitglied des Hauses Lichtenberg verstarb, wurde das Erbe zwischen seinen beiden Nichten, Anna (* 1442; † 1474) und Elisabeth (* 1444; † 1495), geteilt. Anna hatte 1458 Graf Philipp IV. von Hanau (1514–1590) geheiratet, Elisabeth 1464 den Grafen Simon IV. Wecker von Zweibrücken-Bitsch. Das Amt Wörth – und damit auch Görsdorf – kamen bei der Teilung zu Zweibrücken-Bitsch.

### Neuzeit
1570 kam es zu einem weiteren Erbfall, der das Amt Wörth zur Grafschaft Hanau-Lichtenberg brachte: Graf Jakob von Zweibrücken-Bitsch (* 1510; † 1570) und sein schon 1540 verstorbener Bruder Simon V. Wecker hinterließen nur jeweils eine Tochter als Erbin. Die Tochter des Grafen Jakob, Margarethe (* 1540; † 1569), war mit Philipp V. von Hanau-Lichtenberg (* 1541; † 1599) verheiratet. Zu dem sich aus dieser Konstellation ergebenden Erbe zählte auch die zweite, nicht bereits durch Hanau-Lichtenberg regierte, Hälfte der ehemaligen Herrschaft Lichtenberg. Philipp V. von Hanau-Lichtenberg führte in den ererbten Gebieten im Jahre 1571, d. h. nahezu sofort, die Reformation ein, die wie sein übriges Herrschaftsgebiet nun lutherisch wurden.
Mit der Reunionspolitik Frankreichs unter König Ludwig XIV. kamen das Amt Wörth und Görsdorf unter französische Oberhoheit. Nach dem Tod des letzten Hanauer Grafen, Johann Reinhard III., fiel das Erbe – und damit auch Görsdorf – 1736 an den Sohn seiner einzigen Tochter, Charlotte, den Erbprinzen und späteren Landgrafen Ludwig (IX.) von Hessen-Darmstadt. Mit dem durch die Französische Revolution begonnenen Umbruch wurde das Amt Wörth Bestandteil Frankreichs und in den folgenden Verwaltungsreformen aufgelöst.
Während der Schlacht bei Wörth am 6. August 1870 im Deutsch-Französischen Krieg besetzten preußische Truppen des 5. Armee-Korps das Dorf, bevor sie auf Wörth vorstießen.

## Jüdische Gemeinde
Wann die ersten Juden in Görsdorf ansässig wurden, ist nicht bekannt, aber bereits 1633 wird die Anwesenheit jüdischer Personen im Ort erwähnt. Im Jahre 1784 gab es insgesamt fünf jüdische Familien mit zusammen 21 Personen im Dorf, und danach wuchs die jüdische Gemeinde schnell an. Im Jahre 1807 waren es 47 Personen, 1846 bereits 143, und 1870 waren es 183, d. h. 20 % der Dorfbevölkerung. Um die Wende zum 20. Jahrhundert kam aufgrund von Ab- und Auswanderung das Ende der religiösen Gemeinde, da keine zehn religionsmündige Männer mehr im Dorf lebten.

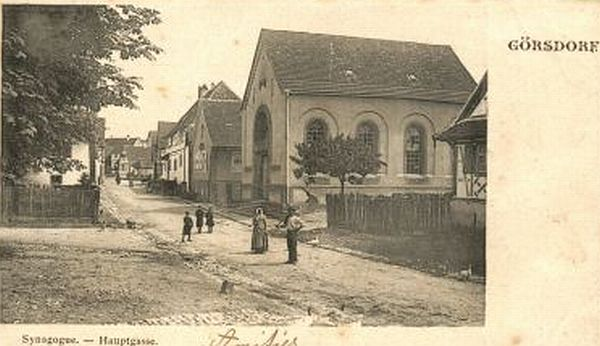
Synagoge von Gœrsdorf 1908

Nachdem man sich zu rituellen Anlässen anfangs in privaten Häusern zusammengefunden hatte, wurde 1820 eine Synagoge erbaut und diese wurde 1852–1854 durch ein größeres Gebäude ersetzt. Aufgrund des absehbaren Endes der Gemeinde wurde der Bau 1928 zum Abbruch verkauft und 1932 abgebrochen. Seitdem befindet sich dort ein kleiner Garten. Zu den Einrichtungen der Gemeinde gehörten sowohl ein rituelles Bad (Mikwe) als auch eine eigene Schule (Cheder), die heute als Scheune genutzt wird.
Laut der Gedenkstätte Yad Vashem in Jerusalem wurden acht aus Görsdorf stammende Juden Opfer der NS-Gewaltherrschaft.
Die „Rue des Juifs“, eine schmale Gasse im alten Ortskern, erinnert noch immer an die ehemals in Görsdorf lebenden jüdischen Familien.

## Liebfrauenberg

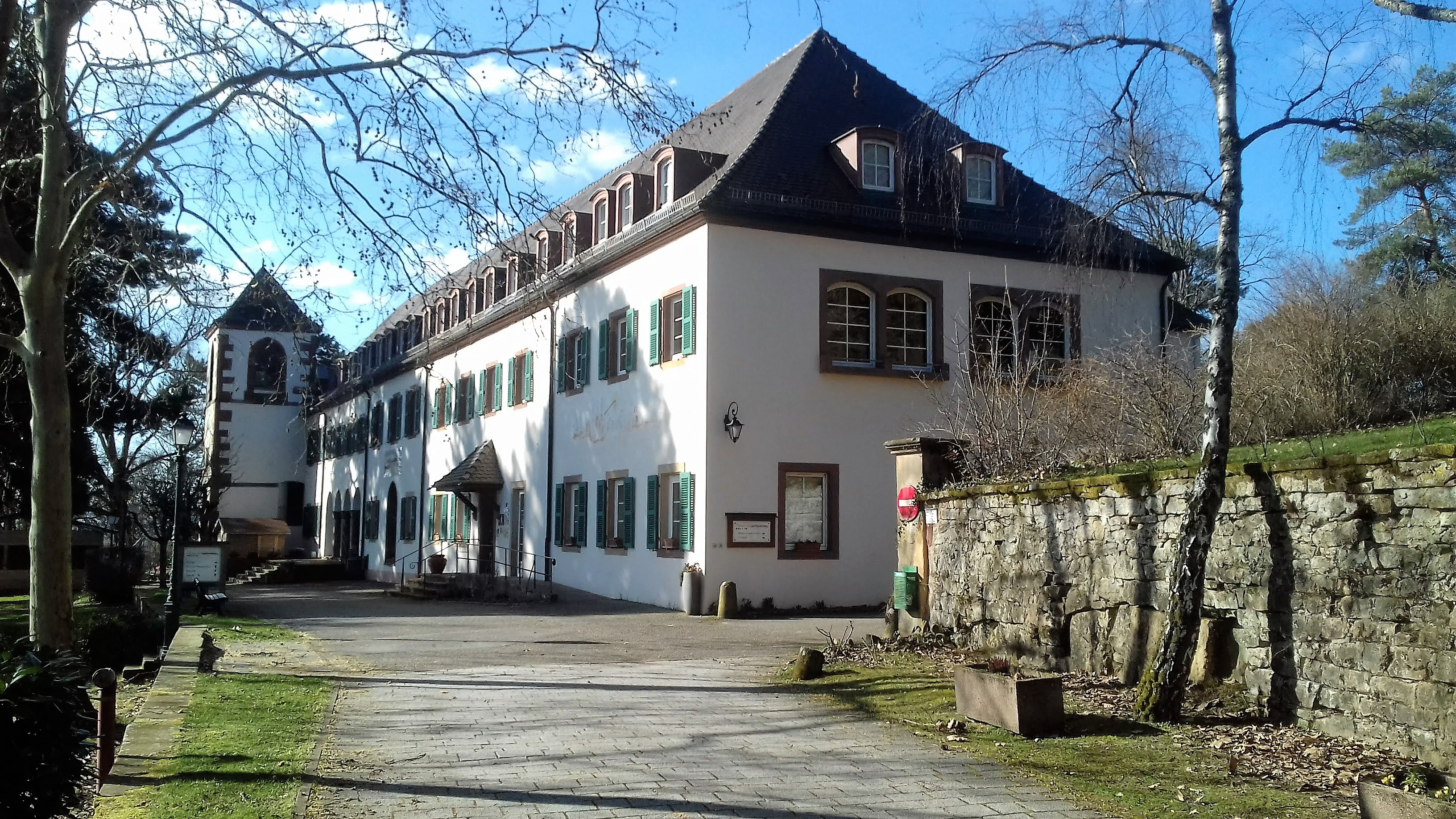
Château du Liebfrauenberg: Hauptgebäude mit der Kapelle

Am Waldrand oberhalb des Dorfs über dem Tal der Sauer an der rue du château liegt das Château du Liebfrauenberg, ein ehemaliges Franziskaner-Kloster, das heute als protestantische Begegnungs- und Bildungsstätte und seit 2012 auch als Hotel genutzt wird. Das Kloster entstand 1737 an der Stelle einer im 13. und 14. Jahrhundert erbauten Marienwallfahrtskirche. Es wurde nach der Französischen Revolution aufgelöst und der Besitz als „Nationaleigentum“ versteigert. Nach mehreren Eigentümerwechseln wurde es ab 1842 von dem Chemiker und Agrarwissenschaftler Jean Baptiste Boussingault (1802–1887) als Familienresidenz und persönliches Labor ausgebaut, wo er während der Sommermonate seinen Forschungen nachging. Das Anwesen blieb im Besitz seiner Nachkommen, bis es 1954 von der "Association des Amis de la Maison de l'Eglise" gekauft und wieder kirchlichen Zwecken geweiht wurde. Die Anlage wurde grundlegend renoviert und in ein evangelisches Begegnungs- und Bildungsheim umgewandelt, genutzt vor allem für die Jugendarbeit der beiden evangelischen Kirchen im Elsass. Die Anlage wurde 2011/12 dergestalt umgebaut, dass sie seitdem auch als Hotel (mit Restaurant) betrieben wird und auch nichtkirchlichen Besuchern offen steht, auch für Firmenfortbildungen, Tagungen und Schullandheimaufenthalte. 2021 musste der Träger Konkurs anmelden, die Zukunft der Institution ist ungewiss.

## Liebfrauenthal
Am östlichen Ufer der Sauer, nordwestlich des Dorfs, liegt das Rehabilitationszentrum Liebfrauenthal mit 60 Betten. Es wird vom „Centre de rééducation et de réadaptation d’Alsace du Nord“ (CERRAN) betrieben und betreut insbesondere ältere Menschen nach deren Hospitalaufenthalt bis zu ihrer Rückkehr nach Hause oder in geeignete Wohnverhältnisse. Daneben hat das Zentrum fünf Betten für Peritonealdialyse für Menschen mit chronischem Nierenversagen sowie vier Hospiz-Betten.
Es ging hervor aus einer ehemaligen Jutefabrik, die zu einem Jagdschloss und dann zu einem Hotel umgebaut worden war.

## Bevölkerungsentwicklung
| Anzahl Einwohner seit Ende des Zweiten WeLtkriegs | Anzahl Einwohner seit Ende des Zweiten WeLtkriegs | Anzahl Einwohner seit Ende des Zweiten WeLtkriegs | Anzahl Einwohner seit Ende des Zweiten WeLtkriegs | Anzahl Einwohner seit Ende des Zweiten WeLtkriegs | Anzahl Einwohner seit Ende des Zweiten WeLtkriegs | Anzahl Einwohner seit Ende des Zweiten WeLtkriegs | Anzahl Einwohner seit Ende des Zweiten WeLtkriegs | Anzahl Einwohner seit Ende des Zweiten WeLtkriegs |      |
| Jahr                                              | 1798                                              | 1962                                              | 1968                                              | 1975                                              | 1982                                              | 1990                                              | 1999                                              | 2006                                              | 2017 |
| ------------------------------------------------- | ------------------------------------------------- | ------------------------------------------------- | ------------------------------------------------- | ------------------------------------------------- | ------------------------------------------------- | ------------------------------------------------- | ------------------------------------------------- | ------------------------------------------------- | ---- |
| Einwohner                                         | 553                                               | 914                                               | 833                                               | 937                                               | 969                                               | 942                                               | 984                                               | 1098                                              | 1072 |

Im Jahre 1871 waren 54 % der Einwohner Protestanten, 30 % Katholiken und 15 % Juden.

## Politik
Bürgermeister ist seit 2020 Freddy Cuntz.
Das Wappen der Gemeinde zeigt auf silbernem Hintergrund zwei heraldische Rosen mit grünen Stielen und Blättern über einem grünen Schildfuß mit drei goldenen Sternen.

## Sehenswürdigkeiten
- Liste der Monuments historiques in Gœrsdorf

## Persönlichkeiten
- Hans von Gersdorff (um 1455–1529), Wundarzt, der vermutlich aus dem Ort stammt.